# Алган
Алга́н — река в России, протекающая по Анадырскому району Чукотского автономного округа, впадает в Майн (приток Анадыря). Длина реки — 75 км (от истока Поперечного Алгана — 164 км), площадь водосборного бассейна — 5640 км².
Река Алган образуется слиянием рек Вилюнейвеем и Пырканайваам к северо-западу от Майнского плоскогорья на высоте более 60 м над уровнем моря. От истока течёт на север и северо-запад. После впадения крупнейшего притока, реки Поперечный Алган, поворачивает на запад. В нижнем течении, выйдя на Парапольско-Бельскую низменность, образует общую пойму с рекой Берёзовой, поворачивает на север и течёт параллельно Майну до устья. Русло участками заболочено. Активно меандрирует. Поселения на берегах отсутствуют. Впадает в Майн справа, в 175 км от его устья, к востоку от Турнутской возвышенности, на высоте 26 м над уровнем моря. Ширина в низовьях — 115 м при глубине 0,6 м; скорость течения перед устьем составляет 0,7 м/с. 

## Основные притоки
Указаны поименованные притоки длиной 30 км и более.
| Название         | Расстояние от устья | Длина | Положение |
| ---------------- | ------------------- | ----- | --------- |
| Лиственничная    | 14                  | 32    | правый    |
| Извилистая       | 24                  | 31    | левый     |
| Поперечный Алган | 30                  | 134   | правый    |
| Онмываам         | 67                  | 36    | левый     |
| Вилюнейвеем      | 75                  | 74    | правый    |
| Пырканайваам     | 75                  | 55    | левый     |

## Данные водного реестра
По данным государственного водного реестра России и геоинформационной системы водохозяйственного районирования территории РФ, подготовленной Федеральным агентством водных ресурсов:
- Бассейновый округ — Анадыро-Колымский
- Речной бассейн — Анадырь
- Речной подбассейн — нет
- Водохозяйственный участок — Анадырь от впадения реки Майн до устья
- Код водного объекта — 19050000212119000113617